# Triều đại Giray
Nhà Giray (كرايلر; tiếng Ottoman Turkish: آل جنكيز, đã Latinh hoá: Âl-i Cengiz, n.đ. 'dòng dõi Thành Cát Tư Hãn')  là triều đại dòng dõi Thành Cát Tư Hãn/ người Turk trị vì Hãn quốc Krym từ khi thành lập vào năm 1431 cho đến khi sụp đổ vào năm 1783. Thành viên của triều đại này cũng trở thành hãn của Kazan và Astrakhan trong khoảng thời gian từ 1521 đến 1550. Ngoài hãn tộc Giray, còn có một nhánh phụ là Giray Choban (Çoban Geraylar).
Trước khi đến tuổi trưởng thành, những thành viên trẻ của Nhà Giray được nuôi dưỡng tại một trong những bộ lạc Circassia, nơi họ được hướng dẫn về mưu kế chiến tranh. Các hãn Giray được bầu chọn bởi các thành viên người Tatar Krym khác được gọi là myrza (mırzalar). Họ cũng bầu ra một người thừa kế rõ ràng, được gọi là qalgha sultan (qalğa sultan). Trong những thế kỷ sau đó, sultan Ottoman có quyền phế lập các hãn theo ý muốn của mình.
Tổ tiên ban đầu của họ là Togay Timur (Tuqa Timur), con trai nhỏ của Jochi (Truật Xích). Câu chuyện về Nhà Giray bắt đầu với Öreng Timur, con trai của Togay Timur, nhận Krym từ Mengu-Timur.

## Thời tôn chủ của Ottoman
Theo một số học giả, Nhà Giray được cho là gia tộc thứ hai của Đế quốc Ottoman sau Nhà Ottoman: "Nếu Roma và Byzantium đại diện cho hai trong ba truyền thống quốc tế về tính hợp pháp của đế quốc, thì dòng máu của Thành Cát Tư Hãn là cái thứ ba... Nếu người Ottoman tuyệt hậu, người ta hiểu rằng Nhà Giray thuộc dòng dõi Thành Cát Tư Hãn sẽ kế vị họ"
Trong thế kỷ 15 và đầu thế kỷ 16, các hãn Nhà Giray đứng thứ hai sau Sultan Ottoman - và do đó vượt trên so với Đại tể tướng - trong nghi thức lễ tân Ottoman. Sau sự bất tuân và việc loại bỏ Mehmed II Giray vào năm 1584, Sultan Ottoman đã giáng hãn Krym xuống cấp Đại tể tướng. Các hãn Nhà Giray cũng là những người có chủ quyền trong lãnh địa của họ. Họ có thể đúc tiền, ban hành luật bằng sắc lệnh và có các tughra của riêng mình.

### Liên minh

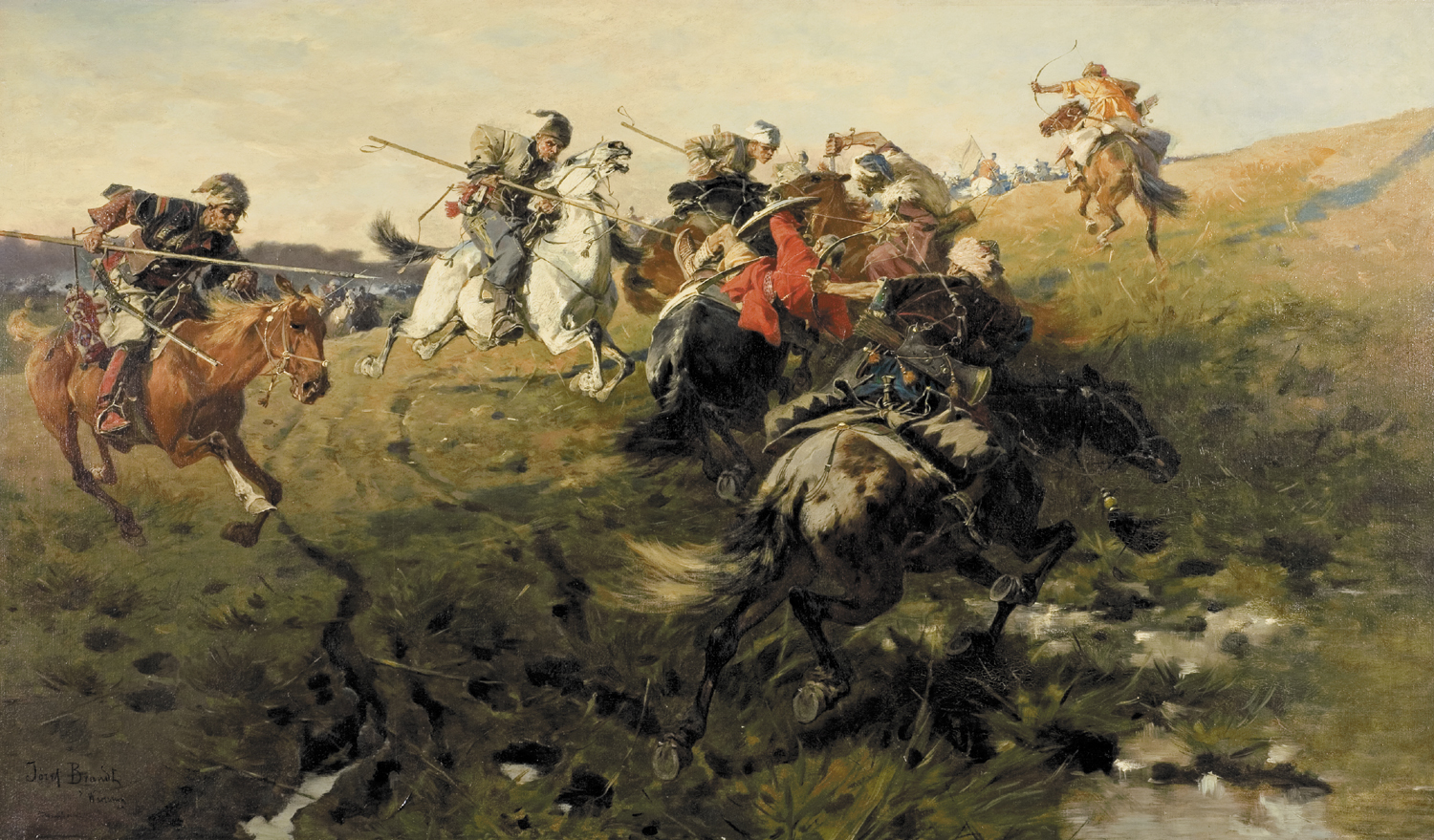
Người Tatar chiến đấu với người Cossack Zaporozhia

Hãn quốc Krym đã liên minh với Thịnh vượng chung Ba Lan-Litva và với Sich Zaporizhia. Sự hỗ trợ của İslâm III Giray trong Khởi nghĩa Khmelnytsky năm 1648 đã góp phần rất lớn vào đà thành công quân sự ban đầu của người Cossack. Mối quan hệ với Thịnh vượng chung Ba Lan-Litva cũng rất bền chặt - triều đại Giray từng tìm kiếm nơi ẩn náu tại Litva vào thế kỷ 15 trước khi tự lập quyền lực trên bán đảo Krym.

## Sụp đổ
Sau khi hãn quốc này bị Đế quốc Nga sáp nhập vào năm 1783, vị hãn cuối cùng Şahin Giray trên danh nghĩa vẫn nắm quyền cho đến năm 1787, khi ông lánh nạn tại Đế quốc Ottoman và bị xử tử tại Rhodes.
Các thành viên triều đại khác được chính quyền Nga cho phép cư trú trong cung điện Bakhchisaray của họ. Con trai nhỏ của Selim III là Qattı Giray, được các nhà truyền giáo cải đạo sang đạo Tin lành và kết hôn với một nữ thừa kế người Scotland là Anne Neilson.

## Sau khi sụp đổ
Sau khi Abdul Hamid I hành quyết Şahin Giray, gia đình ông sống tại Burgazada, Istanbul.